# Eugui
Eugui (Eugi en euskera y oficialmente, Egui en variedad local) es una localidad española y un concejo de la Comunidad Foral de Navarra perteneciente al municipio de Esteríbar. Está situado en la Merindad de Sangüesa, en la Comarca de Auñamendi. Su población en 2014 fue de 361 habitantes (INE).